# Hồ Anh Thái
Hồ Anh Thái (sinh năm 1960) là một nhà văn đương đại của Việt Nam, ông được xem như một hiện tượng văn chương của thế hệ văn nhân thời hậu chiến sau 1975. Ông được bầu là chủ tịch Hội Nhà văn Hà Nội hai nhiệm kỳ (2000-2005 và 2005-2010). Ông còn là một nhà ngoại giao, là tham tán công sứ, phó đại sứ Việt Nam tại Iran (2011-2015), tham tán công sứ, phó đại sứ Việt Nam tại Indonesia (2015-2018).

## Tiểu sử
Hồ Anh Thái sinh ngày 18 tháng 10 năm 1960 tại Hà Nội. Nguyên quán ông ở Nghệ An. Ông theo học bậc đại học ngành Quan hệ Quốc tế. Sau khi tốt nghiệp, ông tham gia viết báo, làm công tác ngoại giao ở nhiều quốc gia Âu - Mỹ và một số nước châu Á như Ấn Độ, Iran, Indonesia. Giỏi ngoại ngữ, ông là một nhà ngoại giao, nhà nghiên cứu Ấn Độ, giảng viên thỉnh giảng Đại học Washington và một số đại học nước ngoài. 

## Sự nghiệp văn chương
Khởi nghiệp viết văn, Hồ Anh Thái nổi lên như một hiện tượng, với giọng văn trẻ trung, tươi mới, về đời sống thanh niên, sinh viên với những cuộc phiêu lưu, những khát khao khám phá đời sống. Những tác phẩm tiêu biểu của ông thời gian này được biết đến là "Trong sương hồng hiện ra", "Người và xe chạy dưới ánh trăng", "Người đàn bà trên đảo", truyện ngắn "Món tái dê", "Chàng trai ở bến đợi xe"...
Đầu những năm 1990, sau nhiều năm nghiên cứu và làm việc ở nhiều nước Âu - Mỹ, đặc biệt là sáu năm tại Ấn Độ, ông trở lại văn đàn với những truyện ngắn độc đáo, hài hước mà thâm trầm về Ấn Độ: "Người đứng một chân", "Người Ấn", "Tiếng thở dài qua rừng kim tước", "Cuộc đổi chác"...
Từ sau năm 2000, ông có những tác phẩm được đánh giá cao và gây tranh luận như "Cõi người rung chuông tận thế", "Tự sự 265 ngày", "Bốn lối vào nhà cười", "Mười lẻ một đêm", "SBC là săn bắt chuột", "Dấu về gió xóa", "Những đứa con rải rác trên đường", "Năm lá quốc thư"... Năm 2000, ông được bầu là chủ tịch Hội Nhà văn Hà Nội cho đến năm 2010. Ông cũng được bầu là ủy viên ban Chấp hành hội Nhà văn Việt Nam từ 2005 đến 2010.
Hồ Anh Thái trở lại với đề tài Ấn Độ bằng tiểu thuyết "Đức Phật, nàng Savitri và tôi" năm 2007. Đây là cuốn tiểu thuyết đầu tiên của văn học Việt Nam tái hiện chân dung Đức Phật thông qua một cốt truyện hấp dẫn, một văn phong giản dị, một đa cấu trúc có hiệu quả mở rộng chiều kích không gian và thời gian. Năm 2022 ông xuất bản tiếp một tiểu thuyết về Ấn Độ: "Đức Phật, Nữ Chúa và điệp viên". 
Tác phẩm của Hồ Anh Thái thường mang tính triết luận, bao quát số phận của người Việt và đất nước thời hiện đại. Ông là nhà văn có phát kiến về ngôn ngữ, tạo cho tiếng Việt thêm màu sắc, đa nghĩa và khả năng biểu đạt phong phú hơn. Những tác phẩm tiêu biểu của ông vì vậy cũng khó chuyển dịch sang ngôn ngữ khác. Sách của ông thường được phát hành với số lượng lớn và đã được dịch ra hơn 10 ngôn ngữ, trong đó có tiếng Anh, tiếng Pháp, tiếng Thụy Điển, Hàn Quốc...

## Tác phẩm
Các tác phẩm:
- Chàng trai ở bến đợi xe (1985)
- Phía sau vòm trời (1986)
- Vẫn chưa tới mùa đông (1986)
- Người và xe chạy dưới ánh trăng (1987)
- Người đàn bà trên đảo (1988)
- Những cuộc kiếm tìm (1988)
- Mai phục trong đêm hè (1989)
- Trong sương hồng hiện ra (1990)
- Mảnh vỡ của đàn ông (1993)
- Người đứng một chân (1995)
- Lũ con hoang (1995)
- Tiếng thở dài qua rừng kim tước (1998)
- Họ trở thành nhân vật của tôi (2000)
- Tự sự 265 ngày (2001)
- Cõi người rung chuông tận thế (2002)
- Bốn lối vào nhà cười (2005)
- Đức Phật, nàng Sivitri và tôi
- Mười lẻ một đêm (2006)
- Namaskar! Xin chào Ấn Độ (2008)
- Hướng nào Hà Nội cũng sông (2009)
- SBC là săn bắt chuột (2011)
- Dấu về gió xóa (2012)
- Người bên này trời bên ấy: Tập truyện ngắn (2013)
- Những đứa con rải rác trên đường (2014).
- Tự kể (2016)
- Lang thang trong chữ (2016).
- Hồ Anh Thái - Kịch (2017)
- Salam, chào xứ Ba Tư (2014)
- Apa kabar, chào xứ vạn đảo (2017)
- Tranh Van Gogh mua để đốt (2018)
- Chốc lát những bến bờ (2019)
- Tự mình cách biệt (2019)
- Năm lá quốc thư (2019)
- Ở lại để chờ nhau (2020)
- Bắt đầu cất lên tiếng cười (2021)
- Đức Phật, Nữ Chúa và điệp viên (2022)
- Hà Nội nhiều mây có lúc có mưa ngâu (2023)

## Giải thưởng
- Giải thưởng truyện ngắn 1983-1984 của báo Văn nghệ (truyện Chàng trai ở bến đợi xe).
- Giải thưởng văn xuôi 1986-1990. của Hội Nhà văn Việt Nam và Tổng Liên đoàn Lao động Việt Nam (tiểu thuyết Người và xe chạy dưới ánh trăng).
- Giải thưởng văn học 1995 của Hội Liên hiệp Văn học Nghệ thuật Việt Nam (tập truyện ngắn Người đứng một chân).[2]
- Giải thưởng Hội Nhà văn Việt Nam 2002, tiểu thuyết Cõi người rung chuông tận thế (nhà văn từ chối nhận).
- Giải thưởng của Hội Nhà văn Hà Nội 2012 (tiểu thuyết SBC là săn bắt chuột).
- Giải Sách Hay của Hội Xuất bản Việt Nam 2015 (tiểu thuyết Những đứa con rải rác trên đường).
- Giải Sách Hay của Viện IRED và Quỹ Văn hóa Phan Châu Trinh 2016 (tiểu thuyết Cõi người rung chuông tận thế).